# George Coe (acteur)
George Coe (Queens-New York, 10 mei 1929 – Santa Monica (Californië), 18 juli 2015) was een Amerikaans acteur, filmproducent en filmregisseur.

## Biografie
Coe studeerde in New York aan Hofstra University en de American Academy of Dramatic Arts.
Coe begon in 1965 met acteren in de televisieserie For the People. Hierna heeft hij nog in 130 films en televisieseries gespeeld, zoals The Stepford Wives (1975), Kramer vs. Kramer (1979), Scarecrow and Mrs. King (1986), L.A. Law (1986-1991) en The Omega Code (1999).
Hij was ook actief in het theater. In 1964 maakte hij zijn debuut op Broadway met de musical What Makes Sammy Run?. Hierna heeft hij nog meerdere rollen gespeeld op Broadway.
Ook als filmproducent en filmregisseur was hij actief. In beide functies was hij in 1968 verantwoordelijk voor de korte film De Düva: The Dove. In 1975 produceerde hij de film Distance. Voor zijn film De Düva: The Dove kreeg hij een nominatie voor een Oscar in de categorie Beste Korte Film.
Zijn stem werd ook vaak ingezet. Hij is te horen als "Autobot Wheeljack" in Transformers: Dark of the Moon, als "Woodhouse" in Archer en 13 Sins als gastheer en hij was zes jaar lang de stem voor tv-commercials van automerk Toyota.
Hij zette zich ook in voor de belangen van de acteurs, hij was bestuurslid bij de Screen Actors Guild.
George Coe overleed op 86-jarige leeftijd.

## Filmografie[4]

### Films
Selectie:
- 2014 13 Sins – als gastheer (stem)
- 2011 Transformers: Dark of the Moon – als Que / Wheeljack (stemmen)
- 2009 Funny People – als vader van George
- 1999 The Omega Code – als senator Jack Thompson
- 1992 The Mighty Ducks – als rechter Weathers
- 1987 Blind Date – als Harry Gruen
- 1985 Remo Williams: The Adventure Begins – als generaal Scott Watson
- 1983 Listen to Your Heart – als John
- 1980 The First Deadly Sin – als Dr. Bernardi
- 1979 Kramer vs. Kramer – als Jim O'Conner
- 1975 The Stepford Wives – als Claude Axhelm

### Televisieseries
Selectie:
- 2009 – 2014 Archer – als Woodhouse (stem) – 24 afl.
- 2011 – 2013 Wilfred – als Gene – 2 afl.
- 2009  The Clone Wars – als Tee Watt Kaa – 2 afl. (animatieserie)
- 2002 – 2007 Curb Your Enthusiasm – als algemeen manager – 2 afl.
- 2001 – 2002 The West Wing – als senator Howard Stackhouse – 2 afl.
- 2000 Ladies Man – als Herb – 2 afl.
- 1998 – 1999 Working – als Peter Baines – 9 afl.
- 1986 – 1991 ''L.A. Law – als rechter Wallace R. Vance – 8 afl.
- 1991 Equal Justice – als Colin Baker – 4 afl.
- 1987 – 1990 Thirtysomething – als Ted Murdoch – als 2 afl.
- 1987 – 1988 Max Headroom – als Ben Chevlot – 14 afl.
- 1986 Scarecrow and Mrs. King – als Dr. Quidd – 3 afl.
- 1986 Dallas – als Fritz Longley – 2 afl.
- 1983 Hill Street Blues – als Benjamin Fisk – 3 afl.
- 1983 Goodnight, Beantown – als Dick Novak – 5 afl.
- 1975 – 1976 The Doctors – als Scott Conrad – 143 afl.
- 1971 – 1972 Somerset – als Leo Kurtz - ? afl.

### Computerspellen
- 2013 Star Wars: The Old Republic - Rise of the Hutt Cartel – als stem
- 2012 Guild Wars 2 – als kapitein / Yakov / Zenik Konsman
- 2011 Star Wars: The Old Republic – als Jedi Master Gnost-Dural
- 2011 The Elder Scrolls V: Skyrim – als diverse stemmen

## Theaterwerk opBroadway[5]
- 1993 Company – als David
- 1978 – 1979 On the Twentieth Century – als Owen O'Malley
- 1970 – 1971 Company – als David
- 1966 – 1970 Mame – als M. Lindsay Woolsey
- 1964 – 1965 What Makes Sammy Run? – als Julian Blumberg

- Biblioteca Nacional de España: XX4858056
- Gemeinsame Normdatei: 135140641
- International Standard Name Identifier: 0000 0000 7978 4821
- Library of Congress Control Number: no90001361
- MusicBrainz: e85f819a-7c64-4946-8b85-620e2479f8d6
- SNAC: w6rp75zt
- Virtual International Authority File: 79987998
- WorldCat: E39PBJB4g7byBh3DMJyyp3X8G3